# Drežniške Ravne
Drežniške Ravne – wieś w Słowenii, w gminie Kobarid. W 2018 roku liczyła 142 mieszkańców.